# Карнеев, Аким Егорович
Карнеев (Корнеев) Аким Егорович (24 января [5 февраля] 1833, Сашкино, Тарусский уезд, Калужская губерния — 8 [20] марта 1896, Севастополь) — русский художник-живописец, жанрист, портретист, художник-график, иконописец, академик Императорской Академии художеств.

## Биография
Родился 5 февраля 1833 года в селе Сашкино Калужской губернии в семье государственных крестьян. С восьми лет учился рисованию в сельской приходской школе у учителя В. И. Ильина, который давал Карнееву гравюры для копирования пером. Рисунки были замечены на экзаменах в училище окружным начальством и управляющим палатой Государственных имуществ А. В. Брилевичем. Последний послал рисунки Министру государственных имуществ графу П. Д. Киселёву, по распоряжению которого Аким Карнеев в 1848 году был определен в московское Строгановское училище. Перед поступлением он несколько месяцев занимался с учителем рисования Калужской гимназии Беловым. В училище Карнеев обучался ландшафту, фигурам, цветам, перспективе и орнаменту. После пятилетнего обучения получил право преподавать рисование в уездных училищах.
В 1853 году граф Киселёв уволил Карнеева из сословия государственных крестьян, и молодой художник отправился Санкт-Петербург. В 1853—1861 годах был вольноприходящим учащимся в Императорской Академии художеств, где учился у заслуженного профессора А. Т. Маркова.
Неоднократно награждался медалями Академии художеств: малая серебряная (1856); две малые серебряные (1857); малая и большая серебряные (1858) за картину «Одевание деревенской девушки к венцу»; малая золотая (1859) за картину «Отправление крестьянского мальчика в училище»; большая золотая (1860) за программу «Общество трезвости». В 1860 году получил знание классного художника.
В 1861 году был отправлен на 6 лет за границу как пенсионер Академии художеств, получив пенсию по 300 рублей в год и 200 рублей на путевые издержки. В 1861—1862 годах был в Париже, где написал две копии в галереях Лувра и Люксембурга, в 1862 году был в Лондоне во время Всемирной выставки, а в 1863 году отправился в Италию, где провёл более трёх лет. В 1867 году получил звание академика за картину «Неравный брак в Италии».
Возвратившись из Рима в 1866 году, вместе со своей женой Александрой Фоминичной Тороповой поселился в Севастополе. В 1872 году за работу в Свято-Никольском храме был награжден орденом Святого Станислава 3-й степени. Исполнил иконостасы для церквей Одессы и храма Христа Спасителя в Москве.
В 1872—1873 годах преподавал в Одесской рисовальной школе. В 1873—1882 годах расписывал восковыми красками четыре картины на библейские темы для Владимирского собора. В 1883 году основал Первоначальную рисовальную школу в Севастополе, где преподавал до 1896 года.
Похоронен в некрополе Свято-Георгиевского монастыря в Севастополе. Могила не сохранилась.
Работы художника хранятся в Третьяковской галерее, Иркутском и Воронежском художественный музеях.

## Галерея

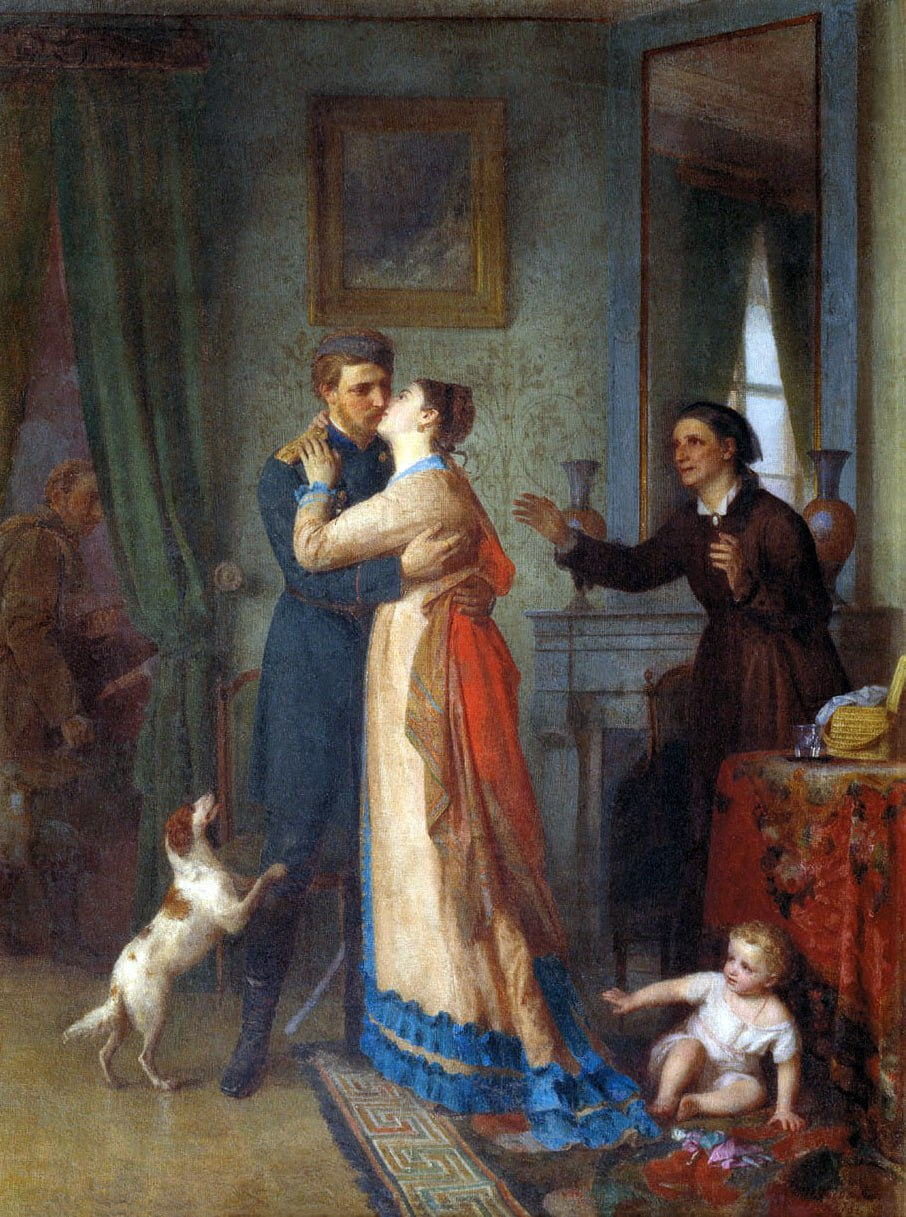
Возвращение с войны. 1857
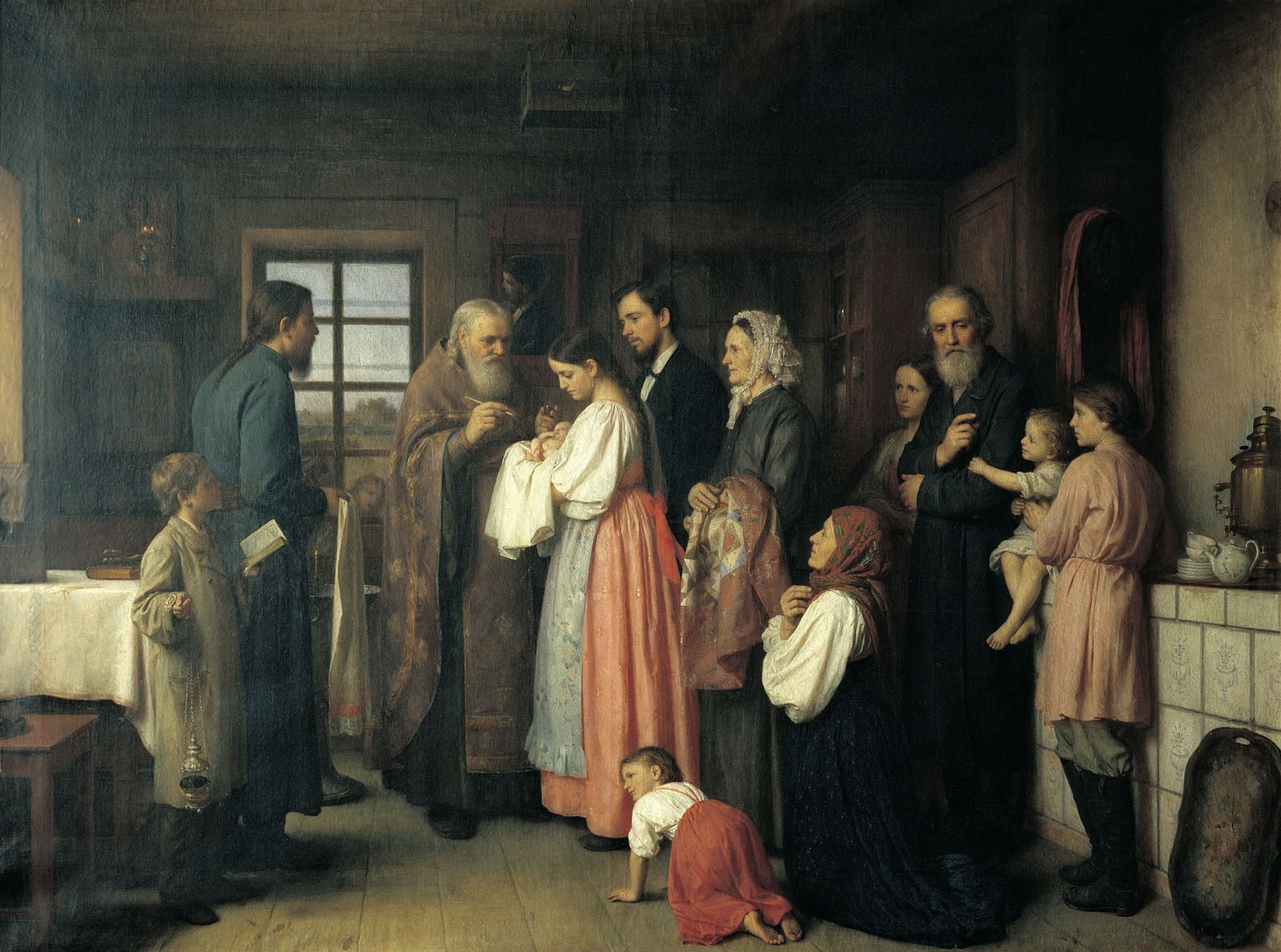
Крестины. 1857
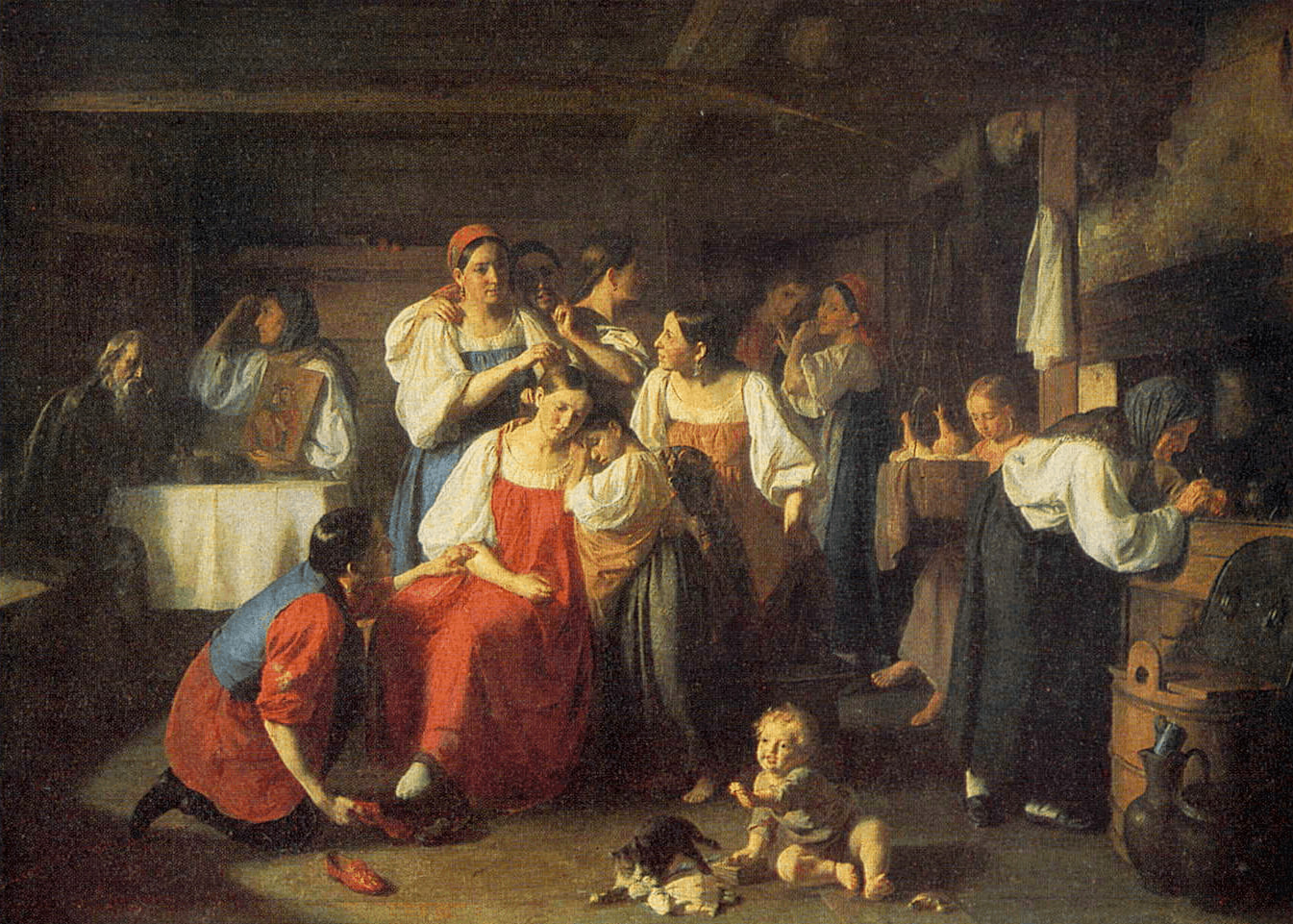
Одевание деревенской девушки к венцу. 1858
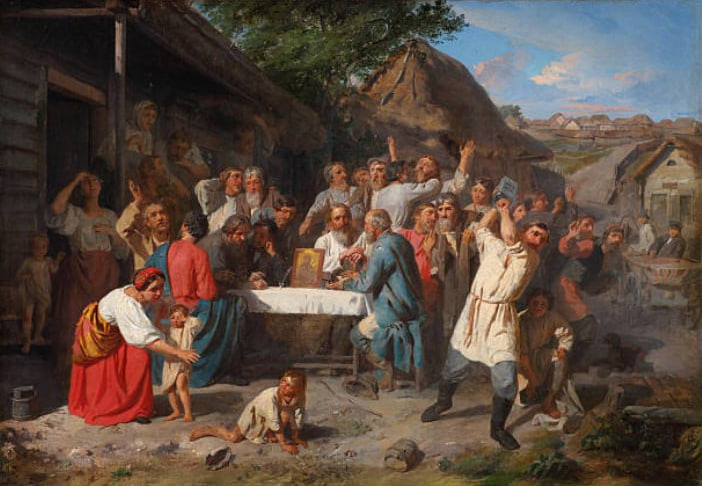
Общество трезвости. 1860
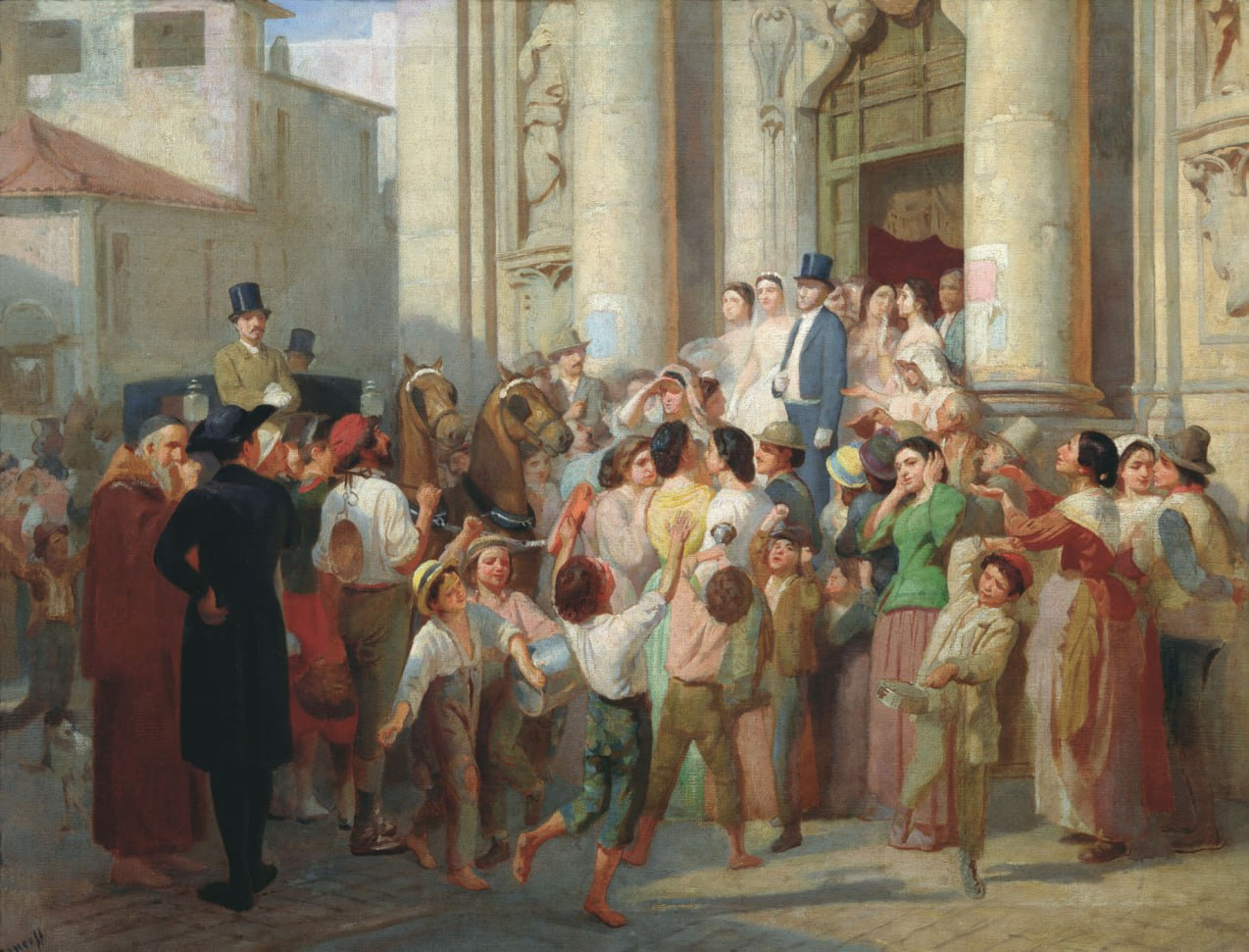
Неравный брак. 1866
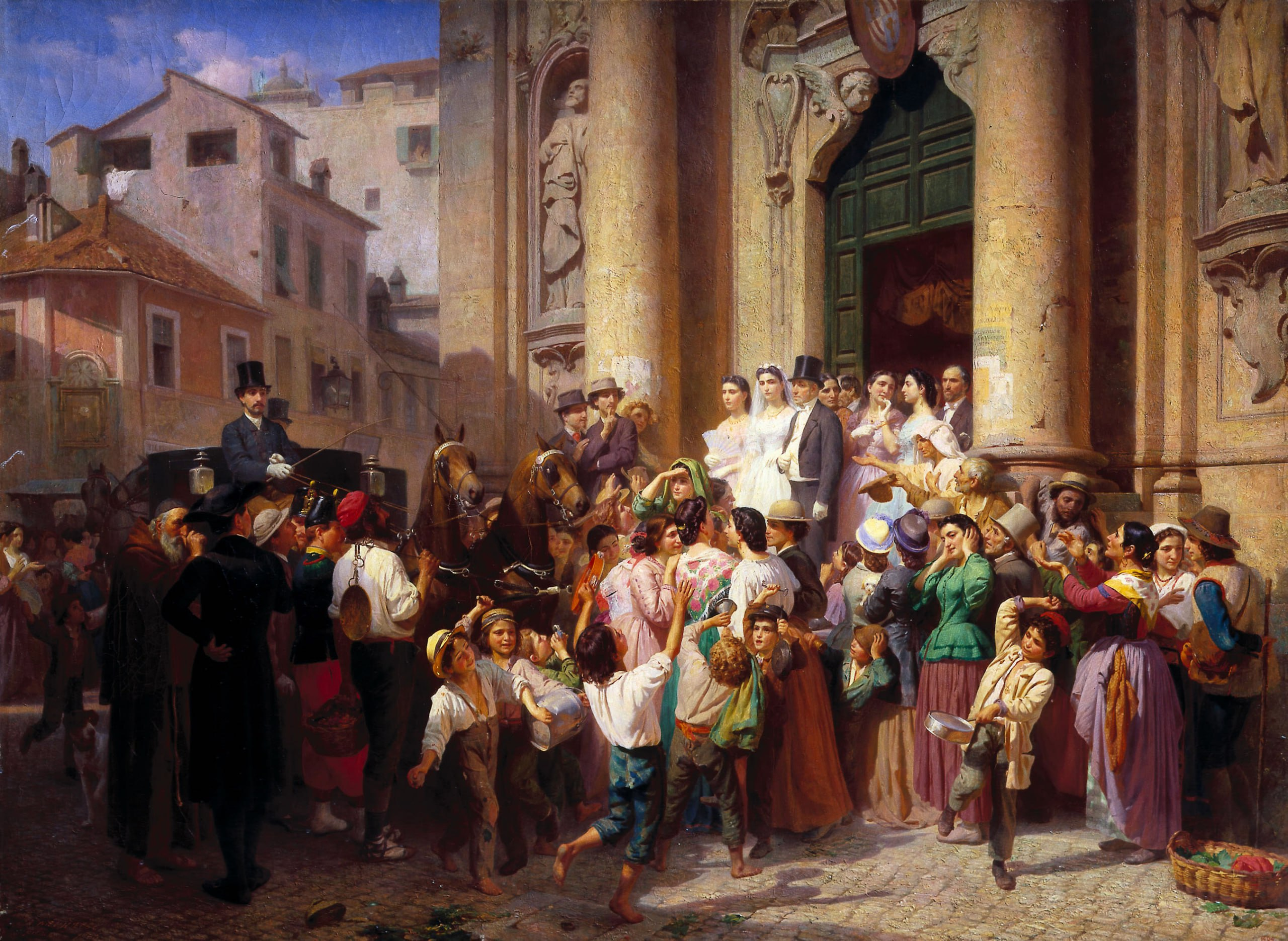
Неравный брак в Италии. 1866
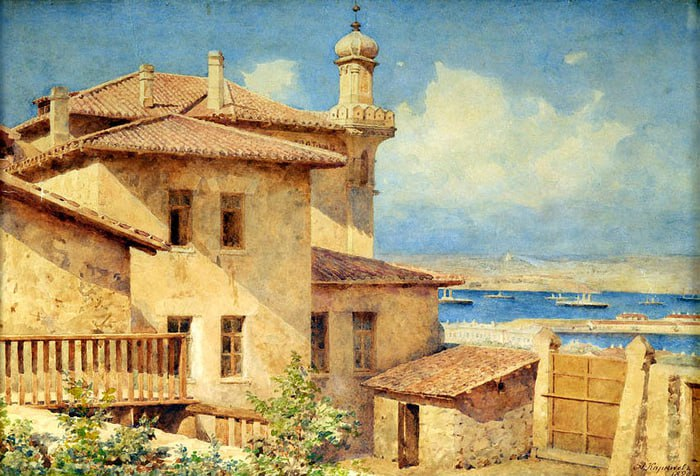
Севастополь

## Награды
- Орден Святого Станислава 3-й степени (1872)